# Kosta (Rosja)
Kosta (ros. Коста) – wieś w Rosji, w Osetii Północnej, w rejonie ardońskim. W 2010 liczyła 1505 mieszkańców.